# 賄賂

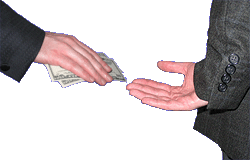
賄賂

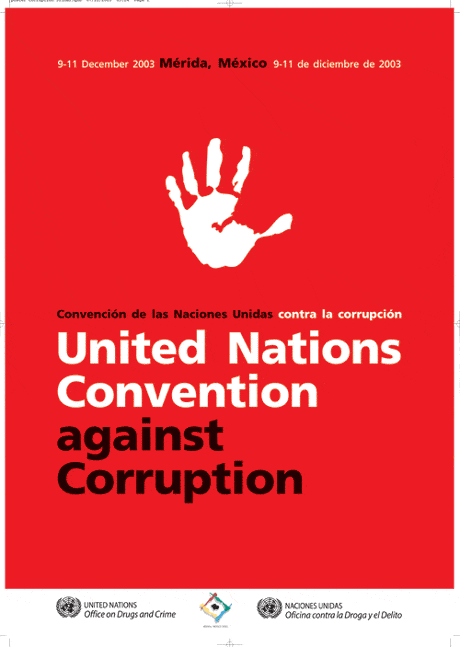
联合国反腐败公约

賄賂（英語：bribery）包括行賄和收賄，是指個人利用職務上的便利，索取他人財物，或者非法收受他人財物，為他人謀取利益的行為。而這些利益並不能從正常的合法途徑中得到。此為貪污犯罪之一。

## 定義
賄賂行為涉及一種決定權的不法交易，可能發生在公領域與私領域。一般人經常將賄賂聯想為公領域的賄賂，惟近年來私領域的賄賂類型逐漸受到重視，各國皆有逐步將私領域賄賂入罪化的趨勢。

## 類型
公領域的賄賂是指涉及公權力的賄賂行為，如公務員以其職務上之特定行為為對價，為自己或第三人要求、期約、收受不法利益之行為，即屬典型的公務員受賄罪；私領域的賄賂則是公領域以外的賄賂行為，包含商業賄賂、醫療事業賄賂與競技運動的賄賂。另外，民意代表的賄賂、斡旋賄賂（影響力交易）與公職人員的賄選由於各國法制的不同，在分類上可算是介於公、私領域之間的特殊類型。

### 公務員賄賂
典型的賄賂行為是由行賄與受賄雙方構成。在公務員賄賂的類型中，公務員作為受賄者，而由他方作為行賄者。

### 斡旋賄賂
斡旋賄賂行賄者提供利益予中間人，再由中間人向公務員為特定職務上之請託，使公務員為特定職務行為的一種特殊的賄賂類型。由於與公務員賄賂罪的構成要件並不相同，斡旋賄賂的行賄與受賄雙方並非就公務員的特定職務形成不法約定，而是以中間人對實際上具有職務權限的公務員的影響力作為交易客體。也就是說，斡旋賄賂是指行賄者藉由交付利益給特定人士作為中間人（斡旋者），再由中間人作為說客去向公務員為遊說或關說，使公務員做成特定的職務行為。在斡旋賄賂的情形中，與利益形成對價關係的是中間人對公務員基於身分地位所具有的影響力，因此又常被稱為影響力交易，但是兩者在各國法制的界定上仍有細微的不同。

### 商业贿赂
商业贿赂是指经营者在市场交易活动中，为争取交易机会特别是为争取相对于竞争对手的市场优势，通过秘密给付财物或者其它报偿等不正当手段，收买客户的责任人、雇员、合伙人、代理人和政府有关部门工作人员等能影响市场交易的相关人员的行为。
1996年11月15日中华人民共和国国家工商行政管理局发布施行《关于禁止商业贿赂行为的暂行规定》，商业贿赂指经营者为销售或者购买商品而采用财物或者其他手段贿赂对方单位或者个人的行为。

### 賄選
賄選或俗稱買票指利用給予利益給投票人賄絡以換取選票的行為。賄選是一種跟隨著選舉出現的現象，對於一般對政治沒有熱情或研究的大眾施以小利就能得到支持。在小範圍的選舉（如台灣的鄉鎮長或村里長），只要買了幾百人就能篤定當選，因此像較少人口的鄉鎮長或縣市議員選舉都有嚴重的賄選情形。在有些地方，賄選现象经常出现而且难以根除。这严重破坏了当地选举的公平公正性。但是還是可以透過多種技術性手段來增加買票難度。
以台灣為例，虽然對賄選加以打击並提供檢舉獎金，但在黑道威脅及樁腳買票技術不断进步的情况下、很難抓到具體罪證及保護舉發人（例如走路工、透過親戚買票、透過黑道買票、招待免費或廉價旅遊、僅向部分搖擺選民買票、以高薪聘請選民為臨時工變相買票、操作地下賭盤改變投票意向，大幅減少告發可能）。因此，在台灣雖然賄選的數量非常多，不過實際上查獲及真正起訴的數量卻很少。多位泛綠政治人物都認為買票文化讓泛綠更難與泛藍競爭，亦表示合辦選舉可以讓多位候選人一起買票，降低買票成本（三合一選舉代表本來需要買票三次變成買一次票就好）；台灣團結聯盟政治人物劉一德則指出，台灣各選舉每個投開票所選民人數過少，讓地方勢力容易估計當地民眾的投票傾向（破壞秘密投票原則），方便威脅利誘選民，應該在選舉後將選票集中至少數地點、將選票混合後開票，以增加選民投票的隱密性。
在法律上，也有相當的漏洞：中華民國的公民投票法有嚴重漏洞（若某政黨或候選人主張拒領公投票，且公投票與選票為分開甚至不同顏色，且是否領票有許多雙眼睛在看，變相洩漏其政黨偏好），根本不是秘密投票，若實施公投，會對買票行為提供很大的便利。
台灣的投票方法也有漏洞：選民投票時必須把官方提供的卜字印章印在選票圈選區上，但是有些選民會印在其他地方（例如候選人的照片或名字上）。買票者可以透過「指定蓋章區域」來判定特定投票人的投票行為，破解方法是將這些非正規選票認定為廢票，但這樣會剝奪部分選民的投票權（這類選票並非全為買票或威脅造成的），此論點是由2004總統選舉的驗票中得知；改用投票機投票，是釜底抽薪之道。
候選人可以在對手的優勢選區收集身份證、或威脅利誘選民不投票，這也是一種變相的賄選。
近來法律的更改也讓買票更難被檢舉，現在的法令規定收買票錢就是違法，自首只能減刑；這樣等於說被買票者去檢舉買票的行為，有擔負刑責的風險。

## 例子

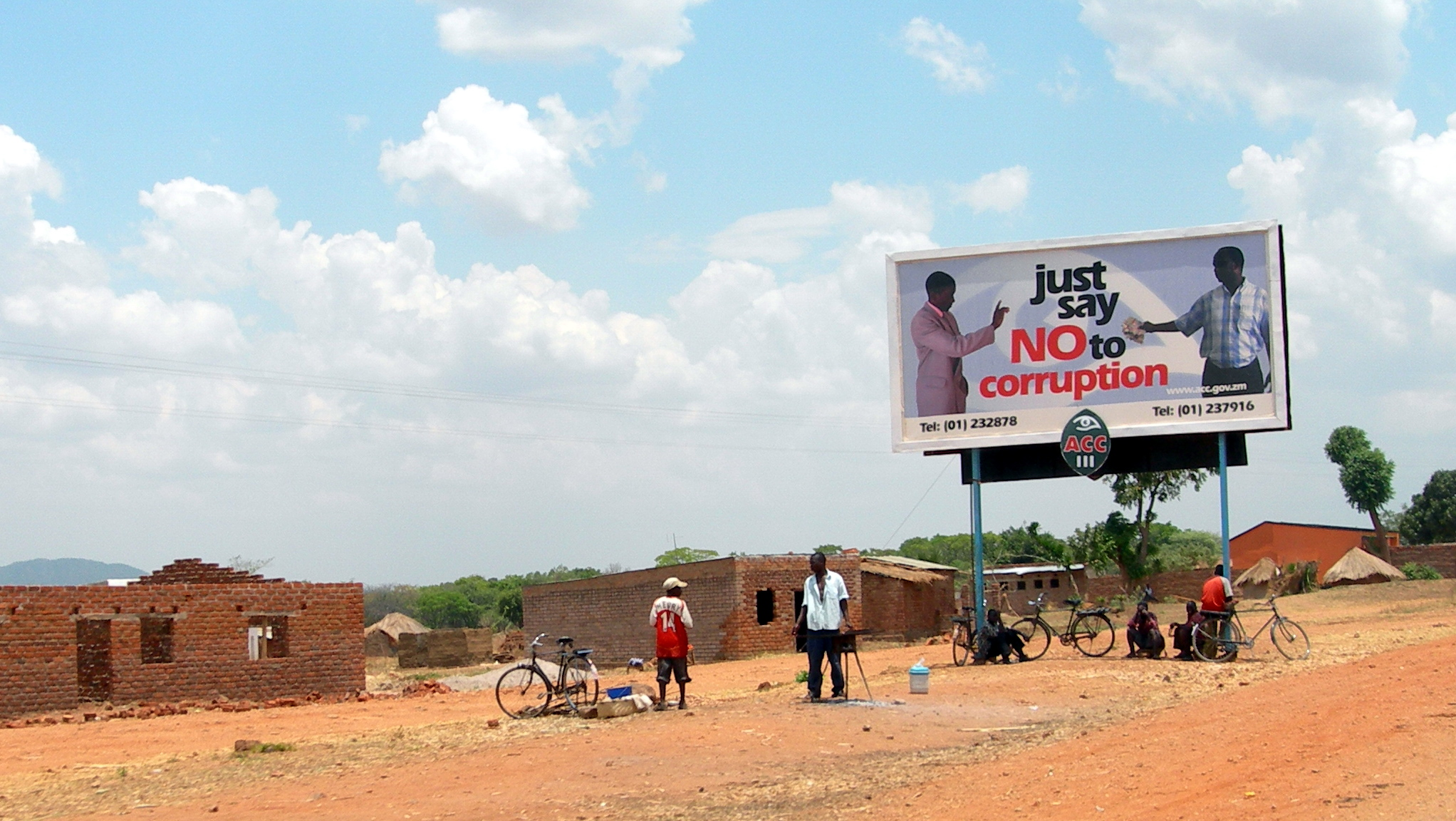
在赞比亚展开的防贿赂运动（摄于2005年）

- 政界人物在選舉宣傳時向團體提供特殊利益，以取得其支持（賄選）。這是一種政治腐敗的行為。
- 唱片公司向電台的DJ賄賂，以換取旗下歌手的歌曲能播出更多。美國在1960年立法將此視為刑事罪行，稱為Payola （页面存档备份，存于）。美國著名的搖滾愛好者、DJ Alan Freed（1921-1965）便因多次受賄而變得聲名狼藉，沒重要的電台肯聘用他，最後因酗酒帶來的疾病而死。
- 印度在早期「許可證」經濟政策時期，也有民眾以賄賂的方式買到「許可證」以期可以買到需要「許可證」才可買到的商品。
- 政治獻金可以不是賄賂，而且是維繫民主的必然現象，清廉的政治人物也必須直接或間接利用政治獻金來選舉；許多國家有法令來判斷政治獻金是否為賄賂（大體而言，沒有附加條件叫政治獻金、有附加條件叫賄賂），尤其是財團給的政治獻金更需公平且明確的規範。不肖司法人員會把敵對政黨收受的金錢盡量解釋成賄賂，甚至會要脅商人做偽證以利賄賂認定。

### 马来西亚
- 前首相纳吉·阿都拉萨在涉及一个马来西亚发展有限公司丑闻（1MDB）中被控多项受贿罪[1]。
- 纳吉夫人罗斯玛·曼梳在砂拉越乡区学校太阳能板工程弊案涉嫌受贿[2]，2022年罪名成立[3]。
- 前槟城首席部长林冠英在槟城海底隧道案被指控受贿[4]。

### 中国大陆
发生在各级人大代表选举中的案件
- 2014年衡阳破坏选举案
- 2016年辽宁拉票贿选案

### 臺灣
- 1994年台灣省台中縣議會正副議長賄選案
- 2002年高雄市議長賄選案：此事件地檢署共起訴40人，包括議長朱安雄在內的34名市議員及前任市府官員、立法委員等。全案檢方共起出新台幣6200萬元的賄款。
- 2005年台北縣長選舉候選人羅文嘉：走路工
- 2006年高雄市市長選舉#走路工事件
- 林益世索賄案
- 臺北雙子星弊案
- SOGO案#2018年公司法「SOGO條款」爭議及2020年李恒隆等涉嫌貪污治罪條例

### 香港
- 葛柏貪污案
- 陳裘大貪污案
- 曾蔭權貪污案
- 許仕仁貪污案

### 澳門
- 歐文龍貪污案
- 何超明涉貪案
- 前土地工務運輸局領導貪污案

### 韩国
- 前总统李明博因向三星公司收取贿赂以赦免三星电子会长李健熙而于2018年被捕[5]，2020年终极判决罪成入狱[6]。

## 评论
2016年7月5日，马来西亚前首相马哈迪·莫哈末在其部落格撰文指出，在过去的补选中，有很多选民乐于接受贪污，才让行贿者在补选中取得胜利。他说，很多选民接受了金钱、白米和电器的贿赂，而选民一定知道他们贪污，行贿者也知道他们在法律或所信仰的宗教上已经犯错。

## 另見
- 透明国际
- 腐敗
- 貪污
- 政治獻金
- 反贿赂机构
- 政治機器